# Kimmo Lotvonen
Kimmo Lotvonen (* 11. Januar 1976 in Oulu) ist ein finnischer Eishockeyspieler, der zuletzt bei Leksands IF in der HockeyAllsvenskan unter Vertrag stand.

## Karriere
Kimmo Lotvonen begann seine Karriere als Eishockeyspieler in der Jugend von Kärpät Oulu, in der er bis 1994 aktiv war. Anschließend wechselte er zu Lukko Rauma, für dessen Profimannschaft er in der Saison 1995/96 sein Debüt in der SM-liiga gab und in seinem Rookiejahr mit Rauma Dritter in der finnischen Meisterschaft wurde. Nach sechs Jahren bei Lukko unterschrieb Lotvonen 2001 einen Vertrag bei deren Ligarivalen Kärpät Oulu, in dessen Nachwuchs er seine Karriere begonnen hatte. Mit Kärpät wurde Lotvonen in der Saison 2002/03 Vizemeister, sowie 2004 und 2005 zwei Mal in Folge Finnischer Meister. Zudem erreichte der Verteidiger mit seiner Mannschaft 2005 das Finale um den IIHF European Champions Cup, in dem er mit Oulu dem russischen Gegner HK Awangard Omsk in der Verlängerung mit 1:2 unterlag. 
Nachdem Lotvonen in der Saison 2005/06 für Leksands IF in der schwedischen Elitserien auflief, mit dem er anschließend in die HockeyAllsvenskan abstieg, wurde er in der folgenden Spielzeit von deren Ligarivalen Timrå IK verpflichtet, für den er drei Jahre spielte. Zur Saison 2009/10 kehrte der Finne zu Leksands IF zurück. In seiner ersten Spielzeit war er als Stammkraft gesetzt und scheiterte mit der Mannschaft in der Kvalserien um den Aufstieg in die Elitserien. In der folgenden Saison kam er seltener zum Zuge und nach dem erneuten verpassten Aufstieg wurde sein Vertrag nicht verlängert.

### International
Für Finnland nahm Lotvonen an der U20-Junioren-Weltmeisterschaft 1996 teil, bei der er mit seiner Mannschaft den sechsten Platz belegte.

## Erfolge und Auszeichnungen
- 1996 Finnischer Dritter mit Lukko Rauma
- 2003 Finnischer Vizemeister mit Kärpät Oulu
- 2004 Finnischer Meister mit Kärpät Oulu
- 2005 Finnischer Meister mit Kärpät Oulu
- 2005 2. Platz IIHF European Champions Cup mit Kärpät Oulu